# Sơn Tịnh
Sơn Tịnh là một huyện đồng bằng thuộc tỉnh Quảng Ngãi, Việt Nam.

## Địa lý
Sơn Tịnh là một huyện đồng bằng nằm ở phía bắc tỉnh Quảng Ngãi, có vị trí địa lý:
- Phía đông giáp thành phố Quảng Ngãi
- Phía tây giáp huyện Trà Bồng và huyện Sơn Hà
- Phía nam giáp huyện Tư Nghĩa với ranh giới là sông Trà Khúc
- Phía bắc giáp huyện Bình Sơn.

Vào năm 2005, huyện có diện tích 343,57 km², dân số là 194.738 người, mật độ dân số đạt 566 người/km². Hiện nay, huyện có diện tích 243,1 km², dân số năm 2019 là 95.843 người.
Huyện có diện tích 243,86 km², dân số năm 2020 là 96.020 người, mật độ dân số đạt 394 người/km².

### Điều kiện tự nhiên
Hình thể huyện Sơn Tịnh có bề ngang (theo chiều nam – bắc) hẹp. Trước đây huyện có bề dài (theo chiều đông – tây) trải rộng từ chân dãy Trường Sơn giáp đến biển Đông; tuy nhiên sau khi điều chỉnh địa giới hành chính sáp nhập một phần vào thành phố Quảng Ngãi thì huyện không còn giáp biển. Về giao thông, trên địa bàn huyện có Quốc lộ 1 và đường sắt Bắc – Nam chạy qua ở giữa huyện.
Sơn Tịnh là một dải đất dài bên tả ngạn sông Trà Khúc, địa hình khá đa dạng, dốc dần từ tây xuống đông, chia thành bốn vùng: vùng bán sơn địa phía tây, vùng đất cát phía tây bắc, vùng châu thổ dọc sông Trà Khúc, vùng đầm phá, cửa sông, động cát ven biển. Mỗi vùng có đặc điểm thổ nhưỡng khác nhau.

#### Địa hình
Núi đồi: Sơn Tịnh có nhiều núi cao thấp khác nhau và những dãy đồi lượn sóng, úp bát khắp trong huyện từ tây xuống đông: núi Dầu, núi Tròn, núi Cà Ty, núi Thiên Ấn cao trên dưới 100m; núi Nhàn, núi Khỉ (còn gọi là núi Bìn Nin hoặc núi Chợ), núi Sứa, núi Long Đầu, núi Ngang, núi Đất, núi Hầm, núi Voi, núi Thiên Mã cao trên dưới 70m; đồi Tranh (Quang Thạnh), đồi Mã Tổ, Gò Đồn, Gò Mạ, Rừng Dê, Rừng Xanh,...
Sông, suối: Dọc phía nam huyện có sông Trà Khúc chảy từ tây sang đông, độ dài ở địa hạt Sơn Tịnh gần 40 km, đến xã Tịnh Khê sông đổ ra cửa Cổ Lũy. Trà Khúc là con đường thủy quan trọng giao lưu kinh tế - văn hóa từ vùng biển lên nguồn và ngược lại; là nguồn nước quan trọng trong sản xuất nông nghiệp và sinh hoạt.
Phía tây Sơn Tịnh còn có sông Giang, bắt nguồn từ vùng nam huyện Trà Bồng chảy qua xã Tịnh Giang rồi hợp nước vào sông Trà Khúc. Phía đông Sơn Tịnh có sông Diêm Điền (ở Tịnh Hòa), sông Kinh (ở Tịnh Khê).
Suối từ hướng tây bắc chảy về hướng đông nam khá nhiều, tính từ tây xuống đông có các suối Bàng Lăng, Tam Hân, Bến Ngói, Bến Bè, Bà Mẹo, Bà Tá... Xưa kia các suối khá nhiều nước, người đi đường mùa hè phải lội qua, mùa mưa phải đi đò. Nay hầu hết các suối đều cạn nước, đường qua suối đều có cầu.
Biển và bờ biển: Sơn Tịnh có bờ biển dài 12 km, nằm giữa hai cửa biển Sa Kỳ, Cổ Lũy, nhờ đó có thể mở rộng giao lưu hàng hóa bằng đường biển đi các nơi và cũng là điều kiện tự nhiên thuận lợi cho nghề đánh bắt hải sản, hình thành các cánh đồng muối ở Xuân An (Tịnh Hòa). Những đầm ngập mặn ở ven biển tạo điều kiện thuận lợi cho cư dân ở đây nuôi trồng thủy hải sản xuất khẩu. Các bãi biển đẹp như Mỹ Khê, An Kỳ, An Vĩnh, gắn với di tích Sơn Mỹ đã và đang thu hút khách du lịch đến tham quan, nghỉ ngơi.
Đồng bằng: Ở vùng châu thổ tả ngạn sông Trà Khúc, nhờ được phù sa bồi đắp nên đất đai màu mỡ, phì nhiêu, tạo nên những cánh đồng lúa, mía, ngô, dâu tằm, rau quả với sản lượng cao, phục vụ nhu cầu đời sống của nhân dân và sản xuất hàng hóa xuất khẩu. Ở các vùng khác, đất đai ít thuận lợi hơn cho sản xuất nông nghiệp.

#### Khí hậu
Sơn Tịnh nằm trong vùng nhiệt đới, gió mùa; mỗi năm có hai mùa mưa, nắng rõ rệt. Mùa mưa từ tháng chín âm lịch đến tháng 1 năm sau, mùa nắng từ tháng hai đến tháng tám.
Trong tổng diện tích tự nhiên 34.357,4ha của huyện Sơn Tịnh, tính ở thời điểm năm 2005, đất sản xuất nông nghiệp, lâm nghiệp, thủy hải sản có 24.400,8ha (71%); đất chuyên dùng có 3.148,7ha (9,2%); đất khu dân cư 1.662,3ha (4,8%); đất phi nông nghiệp 2.809,9ha (8,2%); đất chưa sử dụng 2.335,7ha (6,7%).
Rừng núi và đất đồi Sơn Tịnh trước kia có nhiều cây bằng lăng, bìn nin (loại gỗ quý nhóm I), có nhiều động vật. Ở vùng đất cát tây bắc huyện có cây chổi, được nhân dân khai thác lá, cành chế biến ra dầu chổi (giống như dầu khuynh diệp). Ngày nay, các loại cây trên hầu như không còn. Từ sau ngày giải phóng đến nay, Sơn Tịnh trồng mới hàng ngàn hécta rừng, nhiều nhất là dương liễu ở ven biển, cây điều, bạch đàn ở vùng gò đồi; đồng thời khoanh nuôi, tái sinh, chăm sóc hàng ngàn hécta rừng cũ.
Núi rừng, sông suối Sơn Tịnh là nơi nhân dân khai thác được nhiều đá, cát, sỏi phục vụ cho xây dựng cơ bản. Năm 2004 và 2005, toàn huyện khai thác được trên 39.000m3 gỗ, 319.000 ster củi, 400 ngàn cây tre, 2,8 triệu lá dừa nước.
Dưới lòng đất ở phía tây bắc huyện có mỏ graphit Hưng Nhượng (ở Tịnh Đông) với trữ lượng khoảng trên 40 triệu tấn, có quặng bauxit, silamít, quặng sắt, cao lanh ở Tịnh Hiệp, Tịnh Giang, Tịnh Trà, có đá vôi ở Tịnh Khê...
Dưới biển có nhiều loại hải sản quý.
Về dân cư: Qua một số hiện vật khảo cổ, người ta biết xưa kia ở địa hạt huyện Sơn Tịnh từng có các cộng đồng cư dân cổ, chủ nhân của thời kỳ đồ đá cũ tại khu vực Gò Trá (nay thuộc xã Tịnh Thọ), chủ nhân của nền văn hóa Tiền Sa Huỳnh ở Núi Sứa (nay thuộc xã Tịnh Ấn Tây). Tiếp sau là cư dân Chăm sống rải rác ở nhiều nơi.
Người Việt ở Bắc Bộ và Bắc Trung Bộ đã chuyển cư đến vùng đất Sơn Tịnh từ cuối thế kỷ XV, sinh cơ lập nghiệp, mở đất, dựng làng. Một số người Hoa từ thời phong kiến đã sang buôn bán, sinh sống, về sau hòa nhập với cộng đồng người Việt, gọi là người Việt gốc Hoa, tập trung nhiều nhất ở Ba Gia (nay thuộc xã Tịnh Bắc), Đồng Ké (nay thuộc xã Tịnh Giang). Ở các xã cực tây của huyện có một số ít người thuộc dân tộc Hrê sinh sống. Sau ngày giải phóng miền Nam, thống nhất đất nước, có một số ít người thuộc các dân tộc thiểu số ở miền Bắc theo gia đình về sống ở Sơn Tịnh.
Đến năm 2005, dân số Sơn Tịnh có 194.738 người, trong đó có 194.725 người Việt, 13 người dân tộc Hrê sống ở xã Tịnh Giang cực tây huyện(3).

## Hành chính
Huyện Sơn Tịnh có 11 đơn vị hành chính cấp xã trực thuộc, bao gồm thị trấn Tịnh Hà (huyện lỵ) và 10 xã: Tịnh Bắc, Tịnh Bình, Tịnh Đông, Tịnh Giang, Tịnh Hiệp, Tịnh Minh, Tịnh Phong, Tịnh Sơn, Tịnh Thọ, Tịnh Trà.
| Diện tích (km²)                                                                | 19,81         | 8,80   | 25,24  | 24,86  | 17,14  | 35,83  | 9,29   | 27,55  | 14,72  | 39,08  | 21,49  |
| Dân số (người)                                                                 | 16.283        | 4.370  | 10.001 | 6.478  | 7.428  | 7.309  | 5.579  | 11.850 | 9.146  | 12.640 | 4.936  |
| Mật độ dân số (người/km²)                                                      | 822           | 496    | 396    | 261    | 434    | 204    | 600    | 430    | 621    | 323    | 230    |
| Số đơn vị hành chính                                                           | 11 tổ dân phố | 3 thôn | 3 thôn | 7 thôn | 5 thôn | 5 thôn | 4 thôn | 6 thôn | 5 thôn | 5 thôn | 4 thôn |
| Nguồn: Thống kê hiện trạng sử dụng đất năm 2020 và Niên giám thống kê năm 2020 |               |        |        |        |        |        |        |        |        |        |        |

## Lịch sử
Thời nhà Hồ, vùng đất Sơn Tịnh ngày nay nằm trong huyện Trì Bình thuộc, châu Tư, lộ Thăng Hoa. Từ thời nhà Lê, huyện Trì Bình đổi tên thành huyện Bình Dương, rồi Bình Sơn.
Năm 1890, các làng, xã, ấp phía nam huyện Bình Sơn được tách ra để lập thành châu Sơn Tịnh thuộc Sơn phòng Nghĩa Định. "Năm thứ 11 đời vua Thành Thái (1899), cải làm huyện, trích 18 xã thôn tổng Bình Thượng huyện Bình Sơn và 8 xã thôn tổng Bình Trung nhập làm tổng Tịnh Thượng; lại trích 25 xã thôn tổng Bình Trung và 3 xã thôn tổng Bình Hạ nhập làm tổng Tịnh Trung thuộc về huyện này.". Thời vua Bảo Đại, tổng Bình Châu nhập về huyện Sơn Tịnh và đổi tên là tổng Tịnh Châu. Năm 1932, huyện Sơn Tịnh thăng làm phủ Sơn Tịnh, bấy giờ gồm 4 tổng: Tịnh Thượng, Tịnh Trung, Tịnh Hòa, Tịnh Châu, với 72 làng, xã, thôn, ấp, vạn, trại.
Sau Cách mạng tháng Tám 1945, phủ Sơn Tịnh được chính quyền Việt Minh đổ tên thành phủ Trương Quang Trọng, đặt theo tên của Bí thư Tỉnh bộ Việt Nam Thanh niên Cách mạng Đồng chí Hội tỉnh Quảng Ngãi. Đến tháng 6 năm 1946, chính phủ Việt Nam Dân chủ Cộng hòa đổi phủ Trương Quang Trọng thành huyện Sơn Tịnh, hợp nhất các làng xã nhỏ thành 12 xã lớn, lấy chữ Tịnh đứng đầu: Tịnh Giang, Tịnh Hiệp, Tịnh Thọ, Tịnh Minh, Tịnh Bình, Tịnh Sơn, Tịnh Hà, Tịnh Phong, Tịnh Ấn, Tịnh Thành, Tịnh Khê, Tịnh Hòa.
Trong những năm sau đó, chính phủ Việt Nam Dân chủ Cộng hòa nhiều lần thay đổi hành chính các xã thuộc Sơn Tịnh như. Đến năm 1954, huyện Sơn Tịnh còn 19 xã.
Sau năm 1955, chính quyền Việt Nam Cộng hòa đổi huyện Sơn Tịnh thành quận Sơn Tịnh, đổi tên các xã, lấy chữ Sơn làm đầu như: xã Tịnh Giang đổi là xã Sơn Tây; xã Tịnh Đông đổi là xã Sơn Đông; xã Tịnh Hiệp đổi là xã Sơn Phương; xã Tịnh Trà đổi là xã Sơn Trà; xã Tịnh Bắc đổi là xã Sơn Bắc; xã Tịnh Minh đổi là xã Sơn Nam; xã Tịnh Sơn đổi là xã Sơn Lộc; xã Tịnh Bình đổi là xã Sơn Châu; xã Tịnh Thọ đổi là xã Sơn Kim; xã Tịnh Phong đổi là xã Sơn Hương; xã Tịnh Hà đổi là xã Sơn Trung; xã Tịnh Ấn đổi là xã Sơn Long; xã Tịnh An đổi là xã Sơn Phú; xã Tịnh Châu đổi là xã Sơn Thành; xã Tịnh Thiện đổi là xã Sơn Hòa; xã Tịnh Long đổi là xã Sơn Hội; xã Tịnh Hòa đổi là xã Sơn Quang; xã Tịnh Khê đổi là xã Sơn Mỹ; xã Tịnh Kỳ đổi là xã Sơn Hải.
Phía Mặt trận Dân tộc Giải phóng miền Nam Việt Nam vẫn sử dụng phân cấp hành chính của chính phủ Việt Nam Dân chủ Cộng hòa. Tuy nhiên, vào các giai đoạn 1961 - 1965 và 1970 - 1975, các xã phía đông Quốc lộ 1 của huyện Sơn Tịnh và các xã phía đông huyện Bình Sơn được tổ chức thành huyện Đông Sơn.
Sau năm 1975, huyện Sơn Tịnh thuộc tỉnh Nghĩa Bình, gồm 19 xã: Tịnh An, Tịnh Ấn, Tịnh Bắc, Tịnh Bình, Tịnh Châu, Tịnh Đông, Tịnh Giang, Tịnh Hà, Tịnh Hiệp, Tịnh Hòa, Tịnh Khê, Tịnh Kỳ, Tịnh Long, Tịnh Minh, Tịnh Phong, Tịnh Sơn, Tịnh Thiện, Tịnh Thọ và Tịnh Trà.
Ngày 12 tháng 3 năm 1987, chia xã Tịnh Ấn thành 3 đơn vị hành chính: xã Tịnh Ấn Đông, xã Tịnh Ấn Tây và thị trấn Sơn Tịnh.
Ngày 30 tháng 6 năm 1989, tỉnh Quảng Ngãi được tái lập từ tỉnh Nghĩa Bình, huyện Sơn Tịnh thuộc tỉnh Quảng Ngãi.
Cuối năm 2012, huyện Sơn Tịnh có thị trấn Sơn Tịnh và 20 xã: Tịnh An, Tịnh Ấn Đông, Tịnh Ấn Tây, Tịnh Bắc, Tịnh Bình, Tịnh Châu, Tịnh Đông, Tịnh Giang, Tịnh Hà, Tịnh Hiệp, Tịnh Hòa, Tịnh Khê, Tịnh Kỳ, Tịnh Long, Tịnh Minh, Tịnh Phong, Tịnh Sơn, Tịnh Thiện, Tịnh Thọ, Tịnh Trà.
Ngày 12 tháng 12 năm 2013, Chính phủ ban hành Nghị quyết số 123/NQ-CP. Theo đó, chuyển toàn bộ diện tích tự nhiên và dân số của thị trấn Sơn Tịnh và 9 xã Tịnh Ấn Tây, Tịnh Ấn Đông, Tịnh An, Tịnh Long, Tịnh Châu, Tịnh Thiện, Tịnh Khê, Tịnh Hòa, Tịnh Kỳ về thành phố Quảng Ngãi quản lý.
Sau khi điều chỉnh địa giới hành chính, huyện Sơn Tịnh còn lại 24.341,31 ha diện tích tự nhiên và 95.597 người với 11 xã trực thuộc. Huyện lỵ dời về xã Tịnh Hà.
Ngày 14 tháng 11 năm 2024, Ủy ban Thường vụ Quốc hội ban hành Nghị quyết số 1279/NQ-UBTVQH15 về việc sắp xếp đơn vị hành chính cấp xã của tỉnh Quảng Ngãi giai đoạn 2023 – 2025 (nghị quyết có hiệu lực từ ngày 1 tháng 1 năm 2025). Theo đó, thành lập thị trấn Tịnh Hà thuộc huyện Sơn Tịnh – thị trấn huyện lỵ của huyện Sơn Tịnh trên cơ sở toàn bộ xã Tịnh Hà và một phần của xã Tịnh Sơn.
Huyện Sơn Tịnh có 1 thị trấn và 10 xã như hiện nay.

## Kinh tế - xã hội
- Khu công nghiệp Tịnh Phong[10] nằm trên địa bàn huyện.
- Khu công nghiệp Vsip nằm ở ngoại ô phía Bắc TP. Quảng Ngãi cũng như khu Kinh tế Dung quất cùng với cảng Dung Quất đang phát triển mạnh mẽ và thu hút các nhà đầu tư vào đây.

### Cơ sở giáo dục
Đến năm 2020, trên địa bàn huyện có 35 trường trong đó có 33 trường công lập và 2 trường tư thục. Mầm non có 7/11 trường đạt chuẩn quốc gia về giáo dục; tiểu học có 11/11 trường đạt chuẩn; trung học cơ sở có 11/11 trường đạt chuẩn; trung học phổ thông có 1 trường đạt chuẩn.
Trung học phổ thông
- Trường Trung học Phổ thông Ba Gia Tịnh Bắc.

Trường Trung học cơ sở mang tên danh nhân lịch sử
- Trường THCS Phạm Kiệt (xã Tịnh Minh).
- Trường THCS Trần Quý Hai ( xã Tịnh Châu)
- Trường THCS Nguyễn Chánh (xã Tịnh Hà).
- Trường THCS Nguyễn Đôn ( xã Tịnh Bình).
- Trường THCS Võ Bẩm (xã Tịnh Khê).
- Trường THCS Lê Trung Đình ( xã Tịnh Ấn Đông).
- Trường THCS Trần Văn Trà (xã Tịnh Long).
- Trường THCS Nguyễn Cát ( xã Tịnh Hoà).

## Du lịch
- Huyện Sơn Tịnh cũng được biết đến với các di tích liên quan đến Chiến tranh Việt Nam như: Ba Gia, di tích quốc gia về vụ thảm sát Diên Niên - Phước Bình ở xã Tịnh Sơn (do lính Hàn Quốc gây ra năm 1966, với 180 người dân bị thiệt mạng).

## Giao thông
Huyện có tuyến quốc lộ 24B đi cảng Sa Kỳ. Có quốc lộ 1, đường cao tốc Đà Nẵng – Quảng Ngãi và đường sắt Bắc Nam đi ngang qua huyện.

## Danh nhân
- Phạm Văn Đồng (1906–2000), Thủ tướng đầu tiên của nước Cộng hòa Xã hội chủ nghĩa Việt Nam từ năm 1976 (từ năm 1981 gọi là Chủ tịch Hội đồng Bộ trưởng)
- Nguyễn Chánh (sinh năm 1914, quê xã Tịnh Hà) vào Đảng cộng sản Đông Dương năm 17 tuổi. Ông từng là Bí thư liên tỉnh Nghĩa – Bình – Phú (Quảng Ngãi – Bình Định – Phú Yên).
- Nguyễn Chức, Trung tướng Quân đội nhân dân Việt Nam, Nguyên Phó tư lệnh Quân khu 5 [11]
- Trần Văn Trà, Thượng tướng Quân đội nhân dân Việt Nam, Cố Thứ trưởng Bộ Quốc phòng
- Phạm Kiệt, Trung tướng Quân đội nhân dân Việt Nam
- Nguyễn Đôn, Trung tướng Quân đội nhân dân Việt Nam
- Võ Thứ, Trung tướng Quân đội nhân dân Việt Nam
- Châu Khải Địch, Thiếu tướng Quân đội nhân dân Việt Nam
- Huỳnh Kim, Thiếu tướng Quân đội nhân dân Việt Nam
- Lê Trung Ngôn, Thiếu tướng Quân đội nhân dân Việt Nam
- Phan Quang Tiệp, Thiếu tướng Quân đội nhân dân Việt Nam
- Phạm Nam Tào, Thiếu tướng Công an nhân dân Việt Nam